# Alžběta z Vermandois (1143–1183)
Alžběta z Vermandois (francouzsky Élisabeth de Vermandois, 1143–1183) byla hraběnka z Flander, Amiensu, Valois a Vermandois, dcera královského senešala a sestřenice anglických králů. Shodou okolností se stala dědičkou hrabství Vermandois.

## Život
Alžběta byla starší ze dvou dcer Petronily Akvitánské a hraběte Rudolfa z Vermandois, jemuž preláti za dlouhodobé zostuzování církve prorokovali chmurný konec a jeho potomstvu taktéž. Hrabě zemřel roku 1152 a svou zemi i nezletilé potomstvo svěřil do rukou hraběte ze Soissons.
Zřejmě roku 1156 byla Alžběta provdána za Filipa, syna flanderského hraběte Dětřicha. Krátce poté se oba rody sňatkově spojily podruhé, když se Alžbětin bratr Rudolf oženil s Markétou Flanderskou. Pravděpodobně během roku 1263 se u mladíka objevily první příznaky malomocenství a sňatek nebyl naplněn. Vzhledem k nemoci a neschopnosti zplodit potomky se měla stát dědičkou hrabství Alžběta s Filipem. Není zcela jasné, zda a kdy se nemocný Rudolf vzdal hrabství. Zdá se, že titul hraběte oba muži po nějakou dobu sdíleli.
Filip Flanderský byl podle současníků hrdý, inteligentní a zbožný muž. Zároveň mu přičítali jistou dávku vypočítavosti. O Alžbětině povaze se zmínky nedochovaly. Ač Filip o Alžbětě v několika listinách hovořil jako o nejdražší a milované manželce, manželství zřejmě pro neplodnost příliš šťastné nebylo. Dle anglických kronik se Alžběta měla provinit cizoložstvím a při svém činu byla manželem přistižena. Zemřela roku 1183 a byla pohřbena v katedrále v Amiens